# Adrien-Nicolas Piédefer, marquès de La Salle
Adrien Nicolas Piédefer, marquès de Lasalle i comte d'Offemont (1734 - 1818) fou un militar i compositor francès.
Quan esclatà la Revolució acceptà els seus principis i fou emprat en l'Estat Major de París. Durant el Terror desaparegué, però després tornà al servei de les armes, i en temps del Consolat ascendí a tinent general i a comandant de la Legió d'Honor. Poc temps després de sobrevenir la Restauració patí un atac de bogeria i morí en un manicomi.
Fou molt aficionat a les arts i les lletres. A més d'algunes novel·les, escriví la música de les operetes Bertholde à la ville, estrenada en l'Òpera Còmica de París el 1754, i L'amant corsaire, estrenada el 1762. A més, és autor de l'opuscle anònim Résponse à l'auteur de la lettre sur les drames-opéras (Londres, 1776).